# Aegoprepes affinis
Aegoprepes affinis là một loài bọ cánh cứng trong họ Cerambycidae.